# Gabriela Bejarano
Gabriela Bejarano Quintero (Bogotá, Colombia, 16 de abril de 1996) es una ciclista colombiana de Ciclismo de montaña. Participó con la Selección Colombia en cuatro versiones del Campeonato Panamericano de Ciclo-Montañismo: en Pereira, Risaralda (2018); donde ocupó en décimo lugar en la categoría Sub-23; en Paipa, Boyacá (2017) donde fue octava en la categoría Sub-23; en Cota, Cundinamarca (2015) donde ocupó la quinta posición en esa misma categoría y en  Barbacena – Brasil COPACI (2014) donde ocupó la  sexta posición en la categoría juvenil. 

## Biografía
Gabriela Bejarano, desde muy pequeña, ha practicado muchos deportes gracias al ejemplo de sus padres José Luis Bejarano y Marcela Quintero. Ha practicado fútbol, ballet, baloncesto, voleibol, tenis de campo, gimnasia y porrismo.
Finalmente llegó al ciclomontañismo en el año 2012 para quedarse. Todo comenzó cuando su papá empezó a invitarla a ciclopaseos y ciclo travesías recreativas. Aunque amaba compartir esos espacios con él no le gustaba mucho montar en bicicleta, pero poco a poco y con sus consejos comenzó a sentir amor por la bici y por las experiencias que esta máquina la ha llevado a vivir. De la mano de su primer entrenador Rodrigo Rodríguez de Zipaquirá, empezó a entrenar de manera planeada para llegar a participar en competencias de  carácter departamental, nacional e internacional. Su primer equipo fue Strong Sports Nutrition de Cali, al que se unió en el año 2014 y en donde empezó a tomar el ciclismo de montaña de manera profesional con el gran apoyo de José Gómez, Katerine Urriago, y Juan David Romero.
En el año 2016 la ciclista  estuvo al borde de retirarse debido a que el equipo al que pertenecía desapareció, sumado la falta de oportunidad y apoyo al ciclismo femenino que no le ofrecía alguna opción para continuar.  Fue entonces que conoció a Wldy Sandoval, quien le dio la oportunidad de entrar al equipo profesional de Indeportes Boyacá Boyacá Raza de Campeones, incursionando en la modalidad de ruta a la vez que continuaba compitiendo en ciclomontañismo. Entre las  experiencias más destacadas de su carrera están conocer otros países como Brasil, donde como parte de la Selección Colombia participó en el Campeonato Panamericano de Ciclomontañismo en el año 2014, y obtuvo el sexto lugar en la categoría juvenil. Bejarano también hizo parte de la Primera Vuelta a Colombia Femenina de la historia, en el año 2016.
Además de ser ciclista, actualmente cursa noveno semestre de Licenciatura en educación física, recreación y deportes en la Fundación Universitaria Juan de Castellanos de Tunja, lo cual ha contribuido en gran medida a su formación personal, deportiva y profesional académica.  
Dentro los logros más destacados de su palmarés están sus cuatro participaciones como parte de la Selección Colombia, en el Campeonato Panamericano de Ciclomontañismo, donde obtuvo la casilla número 10 en Pereira, Risaralda en el 2018 la octava casilla en la categoría sub-23 en Paipa, Boyacá (2017), la quinta posición en la categoría Sub-23 en Cota, Cundinamarca (2015), y sexta en la categoría juvenil en Barbacena – Brasil COPACI (2014), y además Bejarano ha obtenido la medalla de bronce en el Campeonato Nacional de Ciclomontañismo en el 2017 (Sopó,Cundinamarca), y plata en el Campeonato Nacional de la misma modalidad en el año 2013, al igual que el oro en la Clásica Guacamayas de Ciclomontañismo en el 2019.
También ha incursionado en la modalidad de ruta,  participando en el  Campeonato Nacional Ruta 2020 en las modalidades CRI y Ruta, Vuelta Femenina a Boyacá 2019,  I y II Vuelta a Colombia Femenina 2016 y 2017, y el Tour Femenino (Caquetá) 2016.

## Palmarés
2020
- Clásica de ciclomontañismo de Aquitania
  -   en Ciclomontañismo Cross Country

2019
- Clásica Nacional Ciclomontañismo Henry Barón Neira – Guacamayas Boyacá[16]
  -   y dos etapas en Ciclomontañismo Cross Country
- Clásica de ciclomontañismo Beteitiva
  -  en Ciclomontañismo Cross Country
- Juegos Deportivos Nacionales
  - 5o Lugar en Ciclomontañismo Cross Country

2018
- Campeonato departamental  Copa BRC ciclomontañismo[17]
  -   en Ciclomontañismo Cross Country
- Clásica de ciclomontañismo Beteitiva
  -  en Ciclomontañismo Cross Country
- Clásica de ciclomontañismo Ciénega, Boyacá
  -   en Ciclomontañismo Cross Country
- Clásica de ciclomontañismo Cucaita Boyacá
  -  en  Ciclomontañismo Cross Country
- Campeonato Departamental Boyacá
  -  en  Ciclomontañismo Cross Country
- Campeonato Nacional de Ciclismo de Montaña
  - 4o puesto Sub-23
- Campeonato Panamericano de Ciclismo de Montaña (Pereira, Risaralda)
  - 10o lugar.

2017
- Copa Colombia (Paipa, Boyacá)
  -    en Ciclomontañismo Cross Country
- Campeonato Nacional de Ciclomontañismo (Sopó, Cundinamarca)[18]
  -  en Ciclomontañismo Cross Country
- Campeonato Panamericano de Ciclismo de Montaña (Paipa, Boyacá)[19]
  - 8o Puesto Sub-23.

2016
- III Válida I copa BRC Pista
  -   en Prueba Scratch
  -  en Prueba por Puntos
- Campeonato Nacional de Ciclomontañismo (Sopó, Cundinamarca)
  -  en Ciclomontañismo Cross Country

2015
- Campeonato Panamericano de Ciclismo de Montaña (Cota, Cundinamarca)
  - 5o Puesto (Sub-23)

2014
- Copa Cundinamarca de Ciclismo de Montaña
  -    en Ciclomontañismo Cross Country
- Campeonato Panamericano de Ciclismo de Montaña (Barbacena – Brasil COPACI)[20]
  - 6o Lugar

2013
- Copa Colombia
  -    en Ciclomontañismo Cross Country